# Brianna Throssell
Brianna Throssell OAM (* 10. Februar 1996 in Subiaco City) ist eine australische Schwimmerin und sechsfache Weltmeisterin mit der australischen Staffel. Sie gewann eine olympische Goldmedaille mit der Lagenstaffel sowie zwei olympische Bronzemedaillen.

## Karriere

### Bis zum Weltmeistertitel 2019
Brianna Throssell gewann ihre erste internationale Medaille bei den Juniorenweltmeisterschaften 2011, als sie mit der 4-mal-200-Meter-Freistilstaffel den dritten Platz belegte. Bei den Olympischen Jugendspielen 2014 gewann sie sieben Bronzemedaillen. Neben vier Staffelmedaillen wurde sie Dritte über 200 Meter Freistil sowie über 100 und 200 Meter Schmetterling, wobei sie in der 4-mal-100-Meter-Mixed-Lagenstaffel nur im Vorlauf mitschwamm.
Bei den Weltmeisterschaften 2015 in Kasan wurde sie zeitgleich mit der Deutschen Franziska Hentke Vierte über 200 Meter Schmetterling. Im Jahr darauf bei den Olympischen Spielen 2016 in Rio de Janeiro belegte sie den achten Platz über 200 Meter Schmetterling.
2017 bei den Weltmeisterschaften in Budapest verfehlte Throssell sowohl über 100 als auch über 200 Meter Schmetterling das Finale. In der 4-mal-100-Meter-Lagenstaffel erreichten Holly Barratt, Jessica Hansen, Briana Throssell und Shayna Jack das Finale mit der fünftschnellsten Vorlaufzeit. Im Endlauf schwammen Emily Seebohm, Taylor McKeown, Emma McKeon und Bronte Campbell auf den dritten Platz. Auch die im Vorlauf eingesetzten Schwimmerinnen erhielten eine Bronzemedaille.
2018 fanden die Commonwealth Games 2018 im australischen Gold Coast statt. Über 100 Meter Schmetterling gab es einen Dreifachsieg der Australierinnen mit Emma McKeon vor Madeline Groves und Brianna Throssell. Über 200 Meter Schmetterling wurde Throssell Fünfte. Die australische 4-mal-200-Meter-Freistilstaffel mit Ariarne Titmus, Leah Neale, Brianna Throssell und Emma McKeon gewann den Titel vor den Kanadierinnen.
Bei den Weltmeisterschaften 2019 in Gwangju wurde Throssell Achte über 50 Meter Schmetterling, Fünfte über 100 Meter Schmetterling und schied über 200 Meter Schmetterling als Elfte aus. Die 4-mal-100 Meter-Freistilstaffel mit Bronte Campbell, Brianna Throssell, Emma McKeon und Cate Campbell gewann den Titel mit 0,81 Sekunden Vorsprung vor der US-Staffel. In der 4-mal-200-Meter-Freistilstaffel siegten Ariarne Titmus, Madison Wilson, Brianna Throssell und Emma McKeon in der neuen Weltrekordzeit von 7:41,50 Minuten, wobei die zweitplatzierte Staffel aus den Vereinigten Staaten ebenfalls unter dem alten Weltrekord blieb. In der Lagenstaffel wurde Brianna Throssell nur im Vorlauf eingesetzt, erhielt aber ebenfalls eine Silbermedaille. Eine weitere Silbermedaille für einen Vorlaufeinsatz erhielt Throssell mit der 4-mal-100-Meter-Mixed-Freistilstaffel.

### Seit dem Olympiasieg 2021
Wegen der COVID-19-Pandemie wurden die Olympischen Spiele in Tokio erst im Sommer 2021 ausgetragen. Über 100 Meter Schmetterling erreichte Throssell das Halbfinale und belegte den 12. Platz. Auf der doppelt so langen Strecke war sie die einzige Australierin im Bewerb und belegte im Finale den achten Platz. In der 4-mal-100-Meter-Mixed-Lagenstaffel qualifizierten sich Isaac Cooper, Zac Stubblety-Cook, Brianna Throssell und Bronte Campbell mit der viertbesten Vorlaufzeit für den Endlauf. Dort erschwammen Kaylee McKeown, Zac Stubblety-Cook, Matthew Temple und Emma McKeown die Bronzemedaille, bei der Siegerehrung wurden auch die im Vorlauf Eingesetzten geehrt. In der 4-mal-100-Meter-Lagenstaffel schwammen im Vorlauf Emily Seebohm, Chelsea Hodges, Brianna Throssell und Mollie O’Callaghan die drittschnellste Zeit. Kaylee McKeown, Chelsea Hodges, Emma McKeon und Cate Campbell siegten im Finale mit 0,13 Sekunden Vorsprung vor der US-Staffel. Alle sieben eingesetzten Schwimmerinnen erhielten eine Goldmedaille. In der 4-mal-200-Meter-Freistilstaffel schwammen im Vorlauf Mollie O’Callaghan, Meg Harris, Brianna Throssell und Tamsin Cook. Im Finale belegten Ariarne Titmus, Emma McKeon, Madison Wilson und Leah Neale den dritten Platz. Throssell bekam auch ihre dritte olympische Medaille in Tokio für einen Vorlaufeinsatz. Für ihre Leistungen bei den Olympischen Spielen wurde Throssell mit der Medal of the Order of Australia ausgezeichnet.
Im Juni 2022 fanden in Budapest die Schwimmweltmeisterschaften 2022 statt. Brianna Throssell wurde Sechste über 200 Meter Schmetterling. In der 4-mal-100-Meter-Freistilstaffel erhielt sie eine Goldmedaille für ihren Einsatz im Vorlauf, in der 4-mal-200-Meter-Freistilstaffel war es die Silbermedaille. Nur in der Lagenstaffel war sie auch im Finale dabei, als Kaylee McKeown, Jenna Strauch, Brianna Throssell und Mollie O’Callaghan auf den zweiten Platz schwammen. In der Mixed-Lagenstaffel erhielt Throssell eine weitere Silbermedaille für ihren Einsatz im Vorlauf.
Von Ende Juli bis Anfang August wurden in Birmingham die Commonwealth Games 2022 ausgetragen. Brianna Throssell gewann über beide Schmetterlingsdistanzen die Bronzemedaille. Über 100 Meter Schmetterling siegte die Kanadierin Margaret MacNeil vor Emma McKeon und Throssell. Über die 200 Meter Schmetterling siegte die Australierin Elizabeth Dekkers vor der Engländerin Laura Stephens und Throssell. In Staffelvorläufen wurde Throssell in Birmingham nicht eingesetzt, weil wegen der geringen Teilnehmerzahlen keine Vorläufe stattfanden.
Bei den Weltmeisterschaften 2024 in Doha gewann Throssel über 200 Meter Freistil ihre erste Einzelmedaille bei Weltmeisterschaften. Außerdem wurde sie Weltmeisterin mit der 4-mal-100-Meter Lagenstaffel und gewann vier weitere Medaillen mit der Staffel.